# NTV (ケニア)
NTVは、2005年5月12日に放送開始したケニアのテレビ局。ネーションメディア・グループの傘下局として1999年に設置したネーションTVが前身。ケニア国内ではKTN(Kenya Television Network)、KBC(Kenya Broadcasting Corporation、ケニア放送公社)と並んで一般的なテレビ局。

## Youtube
2007年9月、NTVはYoutubeへの素材提供を開始した。最初の一月で325,000PVと3つの賞を獲得した。素材1本ごとに平均4,000PVが獲得されている。